# Площа Сергія Набоки
Пло́ща Сергі́я Набо́ки — площа в Дніпровському районі міста Києва, житловий масив Лівобережний (історична назва — Микільська слобідка).
Розташована на перетині вулиць Євгена Сверстюка, Митрополита Андрея Шептицького та Раїси Окіпної.

## Історія
Площа виникла в 1970-тих роках під час спорудження Лівобережного масиву на території знесеної Микільської Слобідки, але не мала назви. До 1971 року неподалік від місця розташування сучасної площі Сергія Набоки існувала Ярмаркова площа.
Сучасна назва на честь українського журналіста і дисидента, засновника першої масової непідцензурної газети Києва «Голос відродження» Сергія Набоки — з 2020 року.

## Зображення

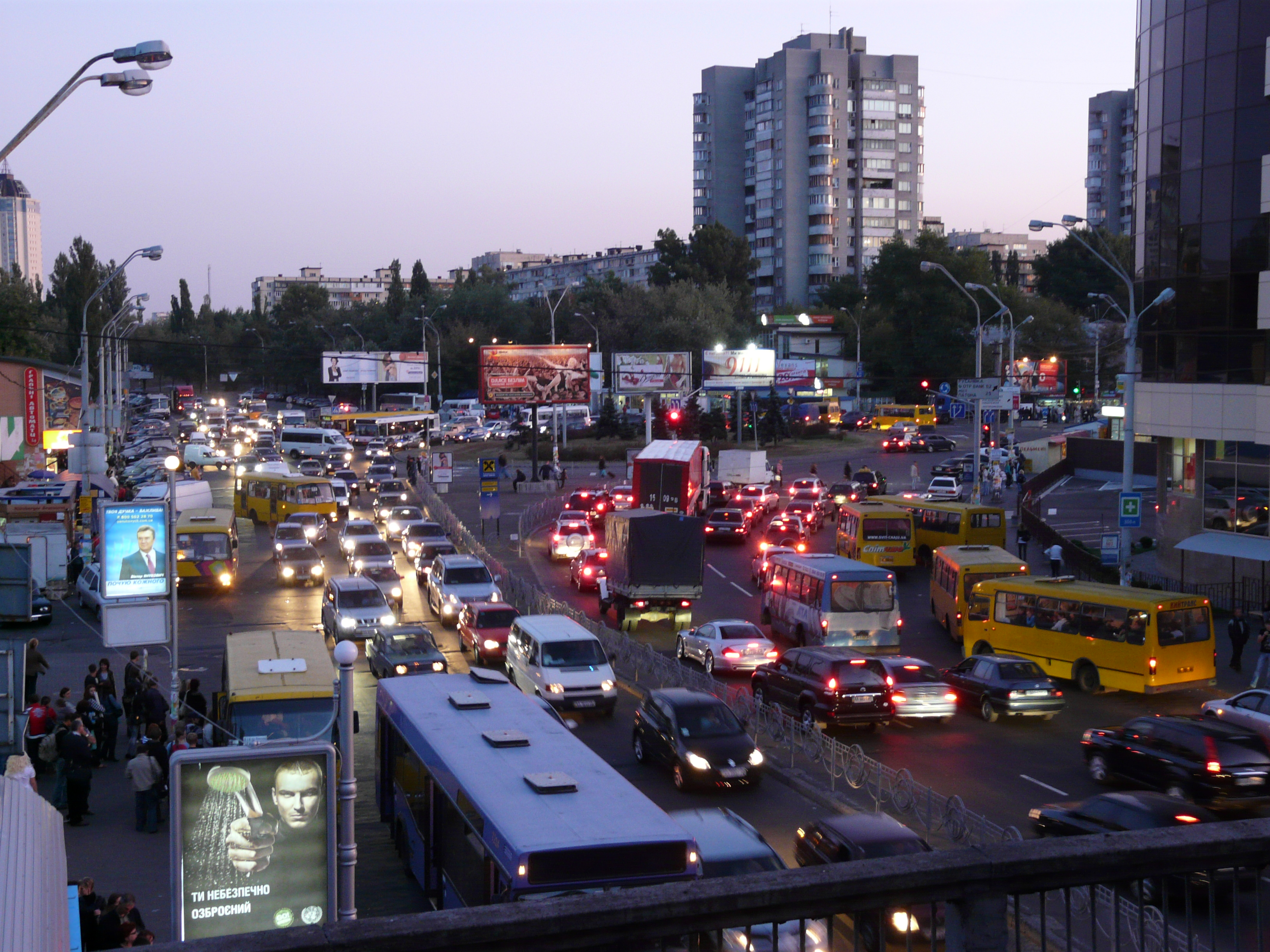
Загальний вид на площу з вулиці Раїси Окіпної, 2009 рік
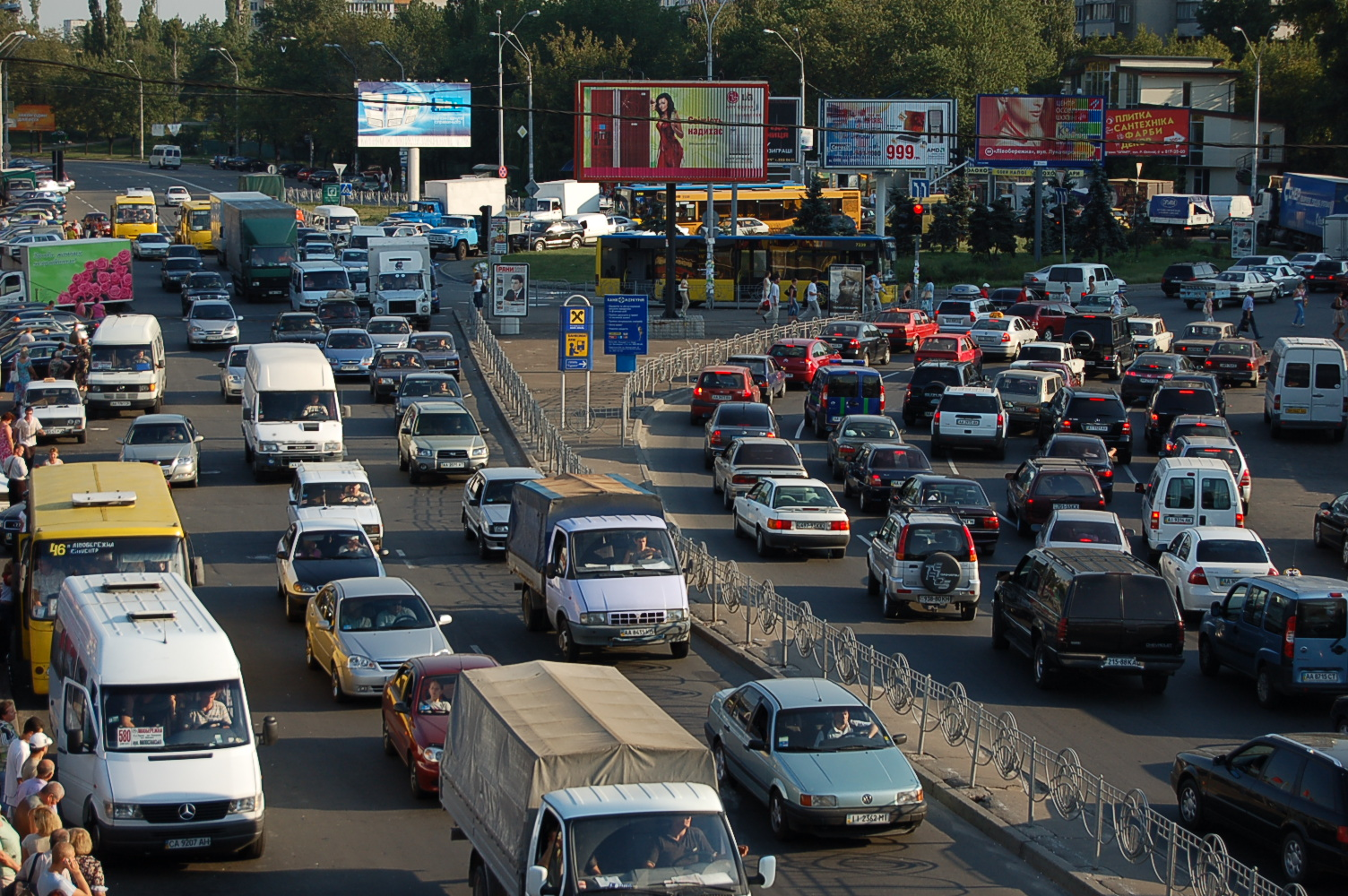
Транспортний потік на площі, 2007 рік
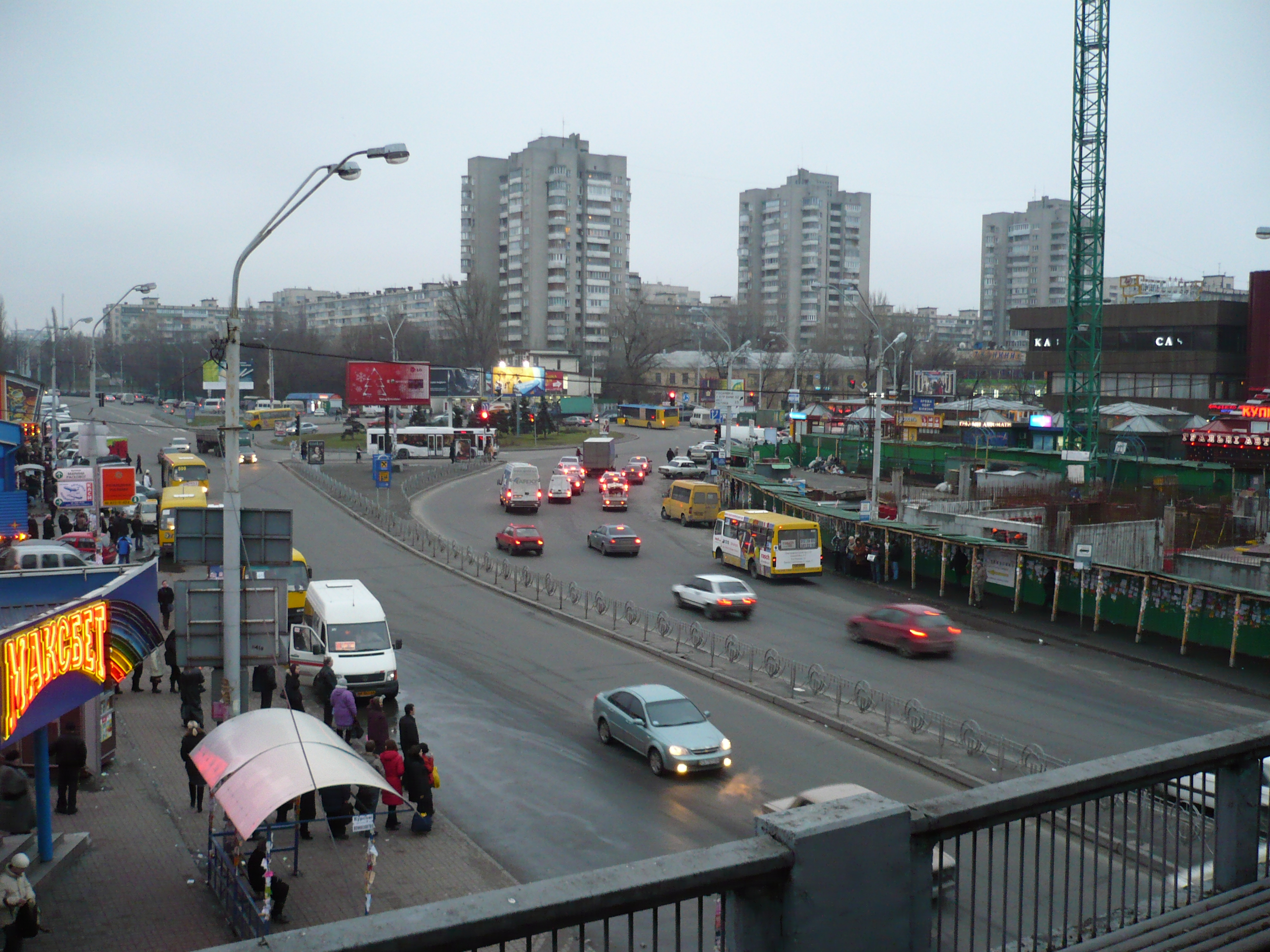
Вид на площу зі станції метро «Лівобережна», 2007 рік